# Robert Leslie Thomas Galbraith
Pour les articles homonymes, voir Robert Galbraith et Galbraith.
Robert Leslie Thomas "'R.L.T." Galbraith (23 décembre 1841-12 mai 1924) est un homme politique canadien de la Colombie-Britannique. Il est aussi député provincial indépendant de la circonscription britanno-colombienne de Kootenay d'une élection partielle en 1877 à 1886.

## Biographie
Né à Raphoe dans le comté de Donegal au Royaume-Uni de Grande-Bretagne et d'Irlande, Galbraith étudie au Royal College (en) local. En 1870, il s'installe à Fort Steele sur la rivière Kootenay pour rejoindre son frère qui opère un traversier et un commerce sur place.
Élu lors d'une élection partielle organisée à la suite du décès de William Cosgrove Milby en 1877, il occupe la fonction de président du comité des Voies et des Fourniture de l'Assemblée législative.
Galbraith sert ensuite comme juge de paix et agent des Indiens dans le sud-ouest de la province. Il devient connu sous le nom de Grand Old Man of the Kootenays.
En 1913, alors âgé de 72 ans, il marrie Ella Fleming, anglaise de 39 ans.
Galbraith meurt à Fort Steele en mai 1924,.